# Iglesia de San Juan Bautista (Las Cabezas de San Juan)

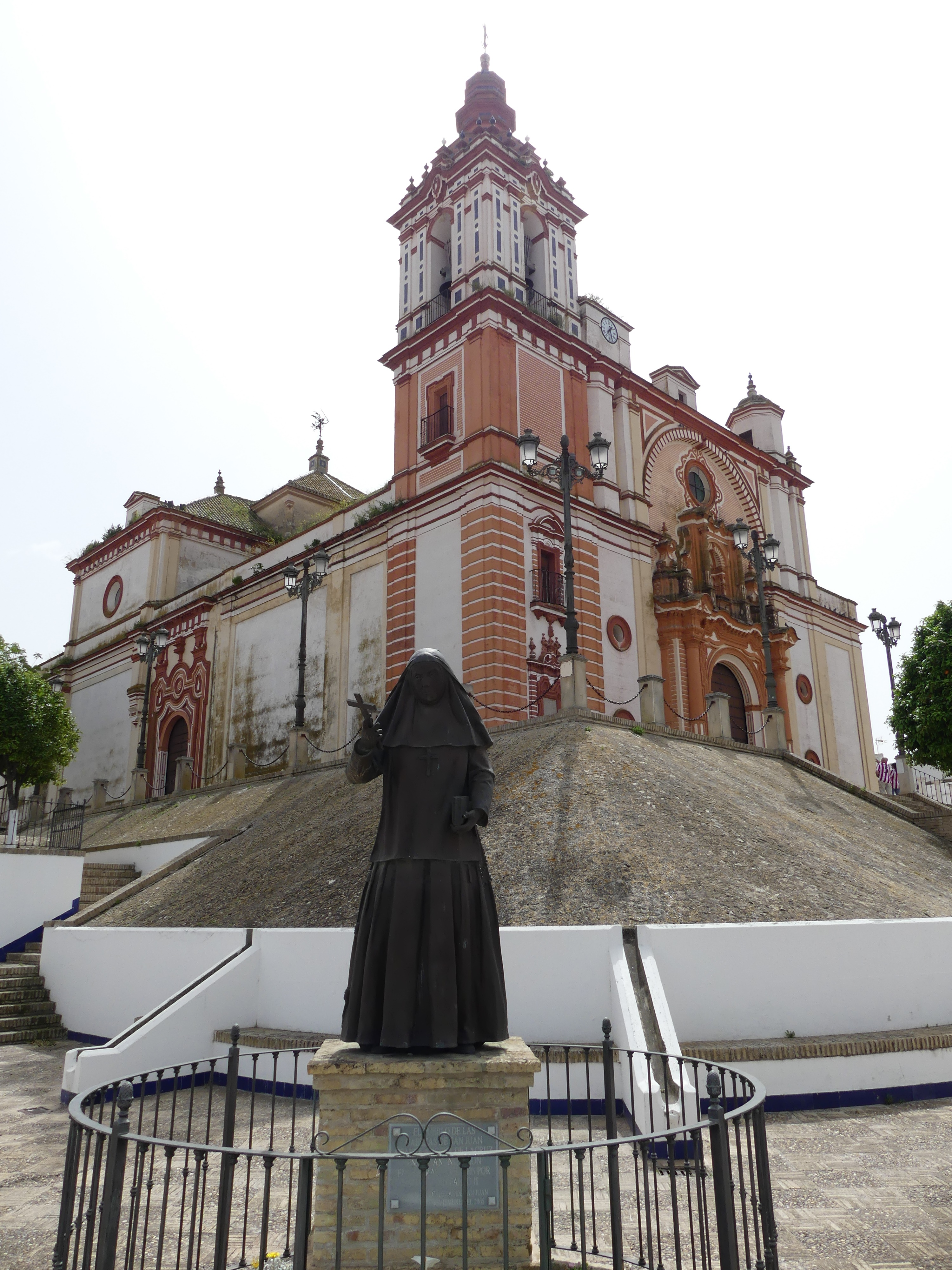
Iglesia de San Juan Bautista en Las Cabezas de San Juan y estatua de Santa Ángela de la Cruz.

La iglesia de San Juan Bautista en el municipio de Las Cabezas de San Juan, provincia de Sevilla, destaca por su gran volumetría, robustez y belleza. Está ubicado en la zona más alta del pueblo, sobre un cabezo que domina una amplia llanura, lugar de una gran importancia estratégica por lo que ha sido habitado desde la antigüedad y constituye un elemento determinante en la imagen urbana del pueblo.

## Historia
Se construyó, en una época de resurgimiento económico de la población, sobre el lugar que ocupaba la antigua parroquia, situada a su vez sobre las antiguas ruinas del castillo de la localidad.
En el año 1759, dado el pésimo estado de conservación de la antigua iglesia parroquial, se decidió la construcción de un nuevo templo según traza de Pedro de Silva, maestro mayor de fábrica del Arzobispado de Sevilla. La obra comenzó en 1762, ejecutada por el maestro alarife Lucas Cintora. En 1763, por defectos en la ejecución del proyecto anterior, Ambrosio de Figueroa rehízo los planos. La obra fue terminada, tras el fallecimiento de éste, por su hijo Antonio de Figueroa en 1777, según consta en la inscripción de una lápida del cuerpo bajo de la torre.

## Descripción del templo

### Interior
Construido en ladrillo y mampostería presenta planta de salón, de forma rectangular y simétrica, distribuida en tres naves de cuatro tramos cubiertas con bóvedas vaídas, a excepción del crucero que lo hace con cúpula sobre pechinas. Los soportes son pilares con pilastras toscanas adosadas que presentan una ménsula en el tercio superior del fuste y sobre el que apoyan arcos de medio punto peraltados. 
La capilla mayor posee un gran retablo neoclásico (1798-1802), tallado en madera y policromado imitando mármoles. Se estructura en un cuerpo de tres calles separadas por pares de columnas corintias y ático semicircular. El diseño del retablo corrió a cargo del maestro tallista Juan de Salamanca y el estucado lo realizó José Gabriel González, interviniendo en el dorado Juan de Mata David y Francisco Agustín, que realizó también las pinturas. En la hornacina principal aparece una imagen tallada, estofada y policromada de la Inmaculada Concepción, de autor anónimo y de la misma época del retablo. Sobre ella una pintura al óleo con la cabeza degollada de San Juan Bautista. En las calles laterales, en cada lado, se sitúan tres pinturas al óleo con escenas de la vida de San Juan Bautista: Nacimiento de San Juan, Degollación, Zacarías y el Ángel, Imposición del nombre de San Juan, Bautismo de San Juan y Predicación.
En la conexión entre la capilla mayor y la nave central, se encuentran dos púlpitos de estilo barroco, de hierro forjado y tornavoz de madera del siglo XIX.
En la cabecera de la nave del Evangelio se encuentra la Capilla del Sagrario, presidida por el retablo de Nuestra Señora del Rosario, de estilo barroco del último tercio del siglo XVIII; una profusa decoración de rocallas cubre los fustes de las columnas y los marcos de vitrinas y hornacinas. Hay que resaltar en él su compleja iconografía, pues, junto a la Virgen del Rosario que preside el conjunto, aparecen la Inmaculada y San Agustín, flanqueando la caja central, y la Anunciación, San Felipe Benicio, San Diego de Alcalá, San Nicolás de Bari, San Pedro de Alcántara, San Benito de Palermo, Santa Inés y Santa Apolonia en el ático y calles laterales, de la misma época del retablo. La imagen de Nuestra Señora del Rosario, imagen de vestir, de autor anónimo, es del siglo XIX.
El retablo tallado, dorado y policromado de la Virgen de los Dolores, situado en el primer tramo de la nave del Evangelio, es obra de estilo barroco de 1776, y se atribuye a Gonzalo Pomar. Se compone de un solo cuerpo en el que se ubica la imagen de la Virgen de los Dolores, imagen de vestir del mismo autor y época del retablo. En el ático aparece en una hornacina una imagen de Santa Elena también de la misma época. En el banco, situado en una urna de cristal se encuentra un Nacimiento formado por figuras de pequeño tamaño de madera, estofadas y policromadas, de finales del XVII, por su estilo próximas al círculo de Pedro Roldán. 

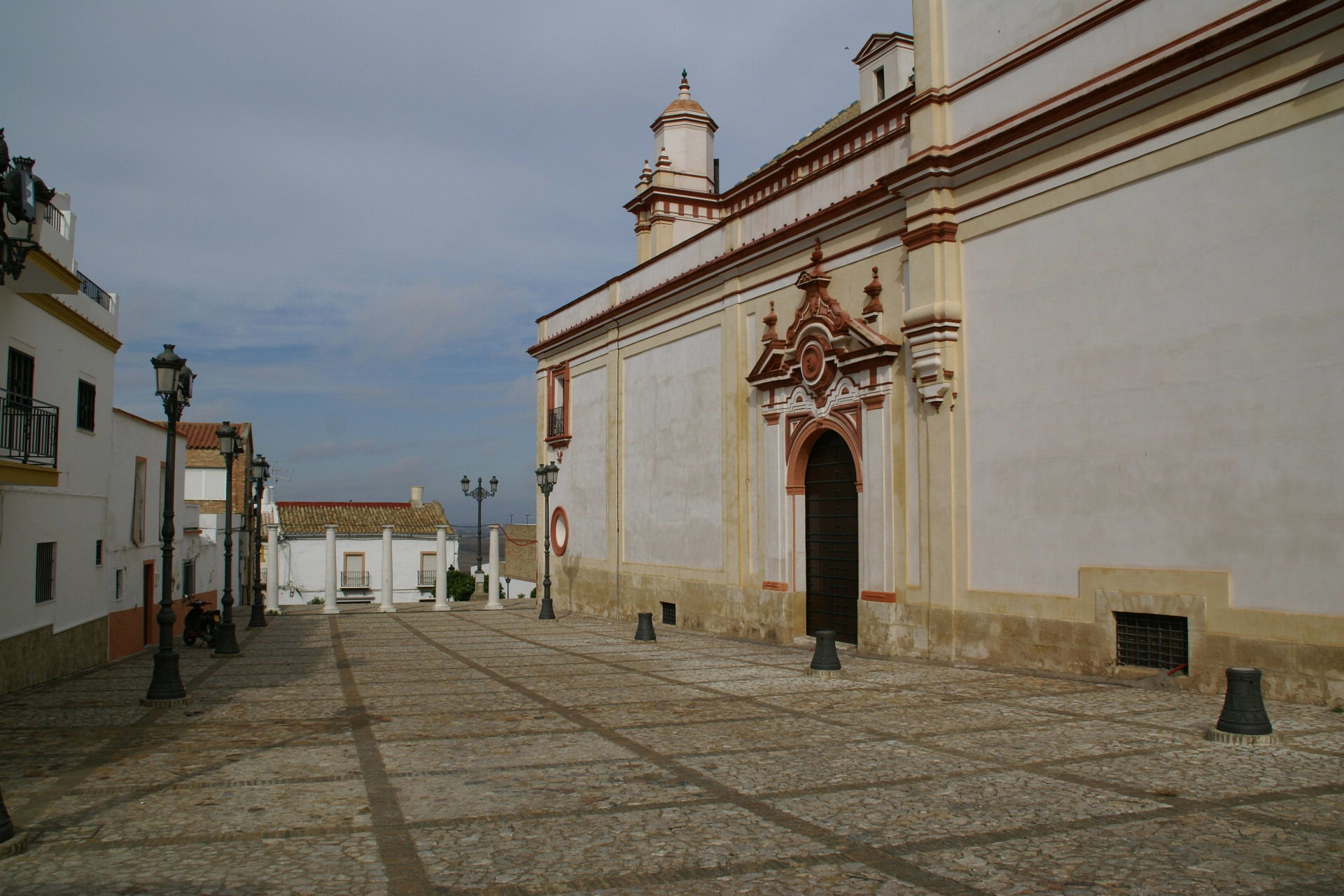
Lateral de la iglesia de San Juan Bautista en Las Cabezas de San Juan.

Presidiendo en el brazo izquierdo del crucero, en la nave del Evangelio, se encuentra el retablo de la Veracruz, obra de estilo barroco, realizada hacía 1702 en madera tallada y dorada por Lorenzo Bernardo González, Lorenzo Vallejo, Manuel Andrés de los Santos y Pedro Labraña. Se compone de un cuerpo central y dos calles laterales entre columnas salomónicas y un ático tripartito. En el cuerpo central se ubica la imagen del Cristo de la Veracruz, tallada y policromada hacia 1624, obra documentada de Juan de Mesa. Estos datos fueron conocidos a raíz de la restauración a la que fue sometida la venerada imagen en 1983 por el profesor Arquillo Torres, el cual extrajo un pergamino a la efigie donde, de puño y letra del imaginero, se especificaban los datos expuestos anteriormente. En 1624, concretamente el día 8 de marzo, el imaginero cordobés Juan de Mesa entrega a los mayordomos de la cofradía de la Vera Cruz de Las Cabezas de San Juan la imagen de un crucificado, que fue sufragado por el capitán Francisco de Gámez, y que desde entonces viene siendo el titular de su hermandad.[cita requerida] Las imágenes de las calles laterales sobre repisa, la de San Hermenegildo a la derecha y San Fernando a la izquierda, fechadas en 1743, son posteriores a la ejecución del retablo. De la misma época del retablo hay, en el cuerpo central del ático, un relieve con el Descendimiento, y en los laterales, las imágenes de San Rafael y San Gabriel. 
En el cuarto tramo del lado del Evangelio se sitúa el retablo de San Antonio de Padua, de finales del XVIII. En las calles laterales se sitúan las imágenes de vestir de Santa Rita y Santa Gertrudis de la misma época del retablo. En la hornacina central se encuentra la imagen de San Antonio de Padua, sin interés artístico, y en el ático un relieve con el paño de la Verónica. En el banco, en una pequeña hornacina, hay un Calvario del siglo XVIII.
En la cabecera de la nave de la Epístola aparece el retablo de las Ánimas realizado en madera dorada y policromada por Juan Ignacio de Salamanca entre 1778 y 1782; con banco, un cuerpo compuesto por tres calles y ático, con columnas corintias, rocalla, decoración vegetal y ménsulas. En el banco, un tabernáculo de maderas doradas y policromadas con una escultura de San Cayetano de hacía 1776. En la calle lateral derecha, la escultura de San Miguel Arcángel, y en la de la izquierda la de San Rafael Arcángel, de madera policromada del siglo XVIII. En la calle central, la alegoría de la Salvación, un lienzo pintado al óleo del siglo XVIII con la leyenda «COPIOSA APUD EUM REDENTIO PSALMO 129», y en el ático del retablo, de la misma época, un relieve del «Noli me tangere» de madera policromada.
En la nave de la Epístola, el retablo de la Soledad, de madera con policromía imitando mármoles, de estilo neoclásico de principios del siglo XIX, de un solo cuerpo flanqueado por pilastras corintias, presidido por la imagen de vestir de la Virgen de la Soledad de la misma época del retablo. Situada a los pies, sobre una repisa, la imagen de un Cristo Yacente de notable valor artístico del siglo XVI, realizado en madera policromada. 
En el suelo, una lápida de jaspe rojo con calaveras y tibias, con la leyenda: «ESTA BÓVEDA Y ENTIERRO/ ES DE JUAN RODRÍGUEZ PABLOS/ Y DE SUS HEREDEROS. AÑO DE 1652».
En los muros del último tramo de la nave de la Epístola junto a la Capilla Bautismal, aparece un pequeño retablo de finales del siglo XVIII con hornacina en el que se ubica la imagen de San Expedito de la misma época que el retablo.
En la capilla bautismal situada a los pies de la nave de la Epístola se encuentra una pila bautismal de mármol blanco con cartelas y pie abalaustrado fechada en 1568, de estilo renacentista, con la leyenda: «HOC IN FONTE SACRO MACULIS AB ORIGINE TRACTIS ATQUE ONNI PRORSUS LABE LAVATUR HOMO ANNO A NATIVITATE DOMINI MDLXVIII». La base de la pila se encuentra decorada con 32 azulejos pintados, tipo Delft, y restos de alisares de temas de montería, del siglo XVIII.
En la nave central, casi a los pies, se encuentra el coro y tras él, el acceso a una cripta abovedada de grandes dimensiones. El coro está realizado en mampostería decorado con pilastras adosadas y rematado con entablamento de triglifos y una especie de crestería de movidas líneas. Contiene una sillería. El frente se cierra con una reja de sencillo diseño y al fondo, sobre un gran cuerpo basamento, se sitúa la caja del órgano de estilo neoclásico. Se conserva «in situ» la sillería de madera pintada con 19 sitiales; un medallón con relieves de San Juan Nepomuceno, del siglo XVIII, y un facistol del mismo estilo, rematado por una imagen de la Fe en madera policromada. 
Junto a uno de los pilares de la nave central hay una pila de abluciones de mármol rosa del siglo XVIII. En la nave central y en dirección del coro hacia el presbiterio, hay una balaustrada de forja con decoración de rosetas y bolas de latón que divide la nave central. Tras el presbiterio se sitúan la sacristía y unas pequeñas dependencias de servicio a la Iglesia. En la sacristía, destacan un aguamanil de jaspe de Morón con pie abalaustrado de pila elíptica y remate con molduras del siglo XVIII, y otro aguamanil de menores dimensiones del siglo XIX. 
Gran interés presentan las puertas de madera tallada del siglo XVIII, que subsisten desde la época de construcción del edificio: cuatro en el coro, cuatro a los pies de la nave, cuatro en la Capilla del Sagrario, una en la cabecera de la nave de la Epístola, dos en el Presbiterio, cinco en la Sacristía y tres en las Dependencias Parroquiales.

### Exterior
La fachada principal, a los pies del edificio, contiene una portada monumental, enmarcada por columnas toscanas sobre pedestales que soportan un movido entablamento. El vano de acceso se remata por una hornacina central con la cruz de San Juan y un gran rosetón superior, todo ello cobijado por un gran arco de medio punto que remata la fachada. A la izquierda, a los pies de la nave del Evangelio, se sitúa la torre embutida dentro del rectángulo de la planta sobresaliendo del muro de la fachada solo el campanario, de ladrillo y cerámica vidriada y estructurado en tres cuerpos; el inferior presenta dos vanos adintelados superpuestos, enmarcados por pilastras que soportan frontones curvos rematados por pináculos; en el segundo cuerpo se abre un balcón hacia la fachada; y el tercer cuerpo o campanario se organiza mediante un vano de medio punto a cada lado flanqueado por pares de pilastras, todo decorado con labores de cerámica de color azul y jarrones blancos. Se remata con un chapitel de variado molduraje. A la derecha, y embutida también en el muro, se sitúa una pequeña escalera de caracol de ladrillo tallado con gran finura, que sirve de acceso a las cubiertas y que se cubre al exterior con un sencillo pináculo. Los paramentos y pilastras de esta fachada aparecen pintados en color amarillo albero, en rojo almagra las cornisas, los recercados de los óculos, los llagueados de las pilastras de la torre y parte del molduraje. La portada es de ladrillo visto y parte de un basamento de sillería vista que recorre todo el exterior de la iglesia. 
Las fachadas laterales son más sencillas, presentan paramentos blancos divididos por pilastras de color ocre. La portada de la izquierda o del Evangelio la conforma un vano de medio punto flanqueado con baquetones mixtilíneos. La portada del lateral derecho o de la Epístola lo forma un vano de acceso de medio punto entre pilastras toscanas y con frontón recto partido.
Las cubiertas al exterior de las naves laterales son planas y las de la nave central, de teja a dos aguas. La del crucero más elevada, es también de teja a cuatro aguas. La diferencia de altura entre la nave central y las laterales se resuelve con una fachada en la que se abren vanos adintelados, rematada bajo el alero del tejado con un entablamento de triglifos y metopas y un apilastrado en las esquinas y entre los diferentes tramos.